# Kilbirnie (Regno Unito)
Kilbirnie (in gaelico scozzese: Cill Bhraonaigh) è una cittadina di circa 7.500 abitanti della Scozia sud-occidentale, facente parte dell'area amministrativa dell'Ayrshire Settentrionale (North Ayrshire) e situata lungo il corso del fiume Garnock.

## Geografia fisica
Kilbirnie si trova nella parte settentrionale/nord-orientale dell'area amministrativa del North Ayrshire, a pochi chilometri dalla costa che si affaccia sul Firth of Clyde e al confine con l'area amministrativa del Renfrewshire ed è situata tra le località di Largs e Beith (rispettivamente ad est della prima e ad ovest della seconda). La cittadina è adagiata lungo la riva destra del fiume Garnock e nei suoi dintorni si trova il Kilbirnie Loch.

## Origini del nome
Il toponimo Kilbirnie è formato dal termine kil/cil, che significa "chiesa" o "cappella" e dal nome del patrono locale, Birnie o Birinus.

## Storia
I primi abitanti della città furono nel 1395 ca. furono alcuni componenti della famiglia Barclay, ovvero la famiglia proprietaria del castello di Ardrossan.

## Monumenti e luoghi d'interesse

### Architetture militari

#### Kilbirnie House
Tra i principali edifici di Kilbirnie, figurano i resti della Kilbirnie House (o castello di Kilbirnie), un edificio costruito probabilmente intorno al 1470 da Malcolm Crauford.

## Società

### Evoluzione demografica
Al censimento del 2011, Kilbirnie contava una popolazione pari a 7.642 abitanti.
La località ha conosciuto un incremento demografico rispetto al 2001, quando contava 7.400 abitanti.